# Skurów
Skurów [pronunciación en polaco: /ˈskuruf/] es un pueblo ubicado en el distrito administrativo de Gmina Grójec, dentro del condado de Grójec, voivodato de Mazovia, en el este de Polonia central. Se encuentra aproximadamente a 4 kilómetros al sur de Grójec y a 44 kilómetros al sur de Varsovia.